# Azovmaš
Azovmaš (in ucraino Публічне акціонерне товприство «Азовма́ш»?, Publične akcionerne tovprystvo «Azovmáš», "società per azioni pubblica Azovmaš") era una grande azienda industriale di Mariupol', in Ucraina. Lo stabilimento, attivato nel 1958 dall'Unione Sovietica, era uno dei più importanti impianti ucraini di produzione di macchinari pesanti per i settori industriali e minerari, materiale ferroviario, prodotti di ingegneria meccanica e armamenti. 
Fortemente danneggiata nel corso dei combattimenti a Mariupol' della primavera 2022, all'inizio dell'invasione russa dell'Ucraina, la fabbrica è stata occupata dall'esercito russo nell'aprile 2022 e ha cessato per il momento l'attività produttiva. 

## Storia
L'impianto produttivo Azovmaš ebbe origine nel 1957-58 dalla separazione di alcune sezioni produttive del Kombinat metallurgico di Mariupol' "Illič", sulla base dei programmi dell'Unione Sovietica per il potenziamento delle costruzioni meccaniche pesanti nel campo delle attività industriali e minerarie. Situato nei quartieri orientali di Mariupol', vicino al vecchio kombinat "Illič", il complesso Azovmaš sviluppò rapidamente la produzione di vagoni e cisterne ferroviarie, tubi metallici, materiali per trasporto di carburante, petroli e gas liquefatto, sistemi di riscaldamento dell'acqua, caldaie industriali, autoclavi. 
Oltre alle produzioni civili, fin dal 1958 Azovmaš fu attiva nel campo della fabbricazione di armamenti ed equipaggiamenti militari speciali per il complesso militare-industriale dell'Unione Sovietica; nella fabbrica si producevano negli anni della guerra fredda parti di aerei, missili, navette spaziali, strutture ferroviarie specializzate per armi strategiche, silos corazzati per centri di lancio missilistici.
Con la dissoluzione dell'Unione Sovietica e l'indipendenza dell'Ucraina nel 1991, le ordinazioni per il complesso militare-industriale inizialmente si interruppero e la Azovmaš dovette impegnarsi in un difficile programma di riconversione industriale, passando a produrre elettrodomestici a gas ed elettrici, e caldaie per il riscaldamento residenziale. Nel 1993 riprese la produzione di contenitori per carburante per le navi petrolifere e anche per il trasporto del gas liquefatto. Inoltre negli anni seguenti l'azienda ha iniziato la produzione di armamenti per le nuove forze armate ucraine, fornendo soprattutto materiali per mezzi corazzati.
L'azienda si è anche impegnata in una serie di iniziative culturali e sociali, contribuendo alla costruzione del palazzo della cultura Iskra e sostenendo concretamente la società sportiva di basket locale, fondata nel 1990, che ha preso il nome di Basketbol'nij klub Azovmaš Mariupol'.
L'inizio dell'invasione russa dell'Ucraina, nel febbraio 2022, ha coinvolto subito anche la città di Mariupol' che è stata circondata e attaccata dalle forze russe e filorusse; nei violenti combattimenti dentro l'area urbana è stata coinvolta anche la struttura industriale di Azovmaš, dove avevano preso riparo reparti di fanteria di marina ucraini. Lo stabilimento è stato prima circondato entro il 9 aprile 2022 e quindi attaccato e occupato dopo aspri combattimenti. 
A causa dei danni subiti dallo stabilimento durante la battaglia e la totale occupazione russa di Mariupol', l'azienda ha cessato l'attività produttiva e la fabbrica è almeno temporaneamente disattivata.